# Macwahoc
Macwahoc est une ville située dans l’État américain du Maine, dans le comté d’Aroostook. 

## Géographie
| Hay Brook    |          | Reed        |
| Medway       | Macwahoc | Wytopitlock |
| Mattawamkeag |          | Kingman     |